# شركة تويو تاير آند روبير
شركة تويو تاير آند روبير (باليابانية: 東洋ゴム工業株式会社) (بالإنجليزية: Toyo Tire & Rubber Company) ، هي شركة يابانية لصناعة الإطارات في اليابان، وافتتحت فروعها حول العالم، من بينها الولايات المتحدة وماليزيا وروسيا وأوروبا.

## تاريخ
أسس الشركة عام 1945م، وفي عام 1966م افتتح الفرع لصناعة الإطارات في الولايات المتحدة الأمريكية، وفي عام 1999م افتتح الشركة الفرعية التابعة لشركة تويو تاير، وهي شركة شركة نيتو للإطارات في الولايات المتحدة، وكانت الأرباح المالية وصلت إلى مبلغ 23,974,627,991 ين ياباني في اليوم 31 من مارس عام 2007م .

## عدد الموظفين
كان عدد الموظفين للشركة بلغ نحو 3,254 موظف، وذلك بتاريخ 31 مارس عام 2007م، وفي تاريخ 31 مارس عام 2009م، تم تقليص عدد الموظفين إلى 3,063 موظف.

## وصلات خارجية
- (بالإنجليزية) TOYO TIRES GLOBAL نسخة محفوظة 7 فبراير 2009 على موقع واي باك مشين.
- (باليابانية) TOYO TIRES (Japan)
- (بالإنجليزية) TOYO TIRES (USA)
- (بالإنجليزية) Nitto Tire (USA)
- (بالإنجليزية) TOYO TIRES (Canada)
- (بالإنجليزية) TOYO TIRES (Australia)